# Kiran Desai

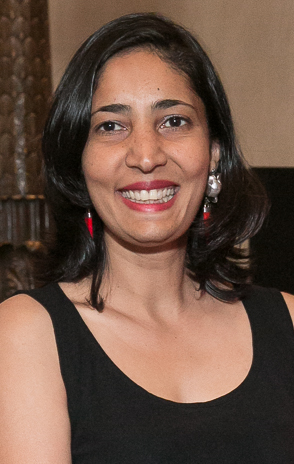
Kiran Desai, 2015

Kiran Desai (New Delhi, 3 september 1971) is een in India geboren en in de Verenigde Staten woonachtig Engelstalig schrijfster.

## Leven
Kiran Desai verhuisde op 14-jarige leeftijd met haar familie van India naar Engeland, en een jaar later naar de Verenigde Staten, waar ze studies creatief schrijven volgde aan universiteiten in Vermont, Virginia en New York (Columbia-universiteit).
Desai is de dochter van de bekende Indiase schrijfster Anita Desai.

## Werk
Desais debuteerde in 1998 met Hullabaloo in the Guava Orchard (De goeroe in de guaveboom), dat handelt over een luie dromer die zich terugtrekt in een Guaveboom en plotseling als een soort van goeroe wordt gezien. De roman ontving lovende kritieken, onder andere van Salman Rushdie, en werd onderscheiden met de Betty Trask Award, een prijs voor de beste roman van een Commonwealth-auteur onder de 35 jaar. 
De tweede roman van Desai, The Inheritance of Loss (2006, Nederlands: De erfenis van het verlies) is een soort dubbelroman over een Nepalese opstand tegen hun tweederangs burgerschap en de beschrijving van het eveneens tweederangse immigrantenleven in New York, verbonden door familielijnen. Ook dit boek werd door de kritiek met enthousiasme ontvangen en kreeg in 2006 de Booker Prize en de National Book Critics Circle Award toegekend.
Desai heeft een sterk beeldende, ongekunstelde schrijfstijl, met absurdistische en surrealistische elementen en een milde vorm van humor.